# رستگاری (مجموعه تلویزیونی)
رستگاری یک مجموعه تلویزیونی ۳۱قسمتی است که به تهیه کنندگی و کارگردانی  مسعود ده نمکی و نویسندگی  حسن وارسته در ماه رمضان، و نوروز ۱۴۰۳، از شبکه دو سیما، پخش شد،  ژانر این مجموعه، کاملاً متفاوت بوده و در آن به مسائل ماورایی پرداخته شده و از همان قسمت اول، ترس و هیجان را به مخاطب، القا می‌کرد.

## داستان
داستان سریال رستگاری هم مانند سریال‌های اغماء، احضار، ملکوت و او یک فرشته بود؛ ماورایی است و دربارهٔ دو برادر کارخانه دار است که دچار چالش‌هایی می‌شوند.

## بازیگران
| بازیگر            | نقش               |
| ----------------- | ----------------- |
| محمود پاک‌نیت      | حافظ رستگاری      |
| نفیسه روشن        | طناز شکوهی        |
| علیرضا استادی     | طهمورث شکوهی      |
| پویا امینی        | بهروز رستگاری     |
| مهدی سلوکی        | فرامرز رستگاری    |
| کاوه سماک‌باشی     | بهراد صادقی       |
| سولماز حصاری      | نسترن بزّاز        |
| شیوا خسرومهر      | ماه‌چهره           |
| حمیدرضا هدایتی    | سید حبیب          |
| پوراندخت مهیمن    | مونس              |
| رامین راستاد      | داوود میرزازادگان |
| رضا توکلی         | یزدان فتاح        |
| حسن اسدی          | ابراهیم           |
| مهدی امینی‌خواه    | سرگرد بشارت       |
| نیما شاهرخ‌شاهی    | بهمن ستوده        |
| مالک سراج         | صنیعی             |
| محمدرضا رهبری     | بهادر صادقی       |
| اکبر رحمتی        | رئوف صادقی        |
| رامبد شکرابی      | محسن نیازی        |
| فرخنده فرمانی‌زاده | زهرا خانم         |
| افشین سنگ‌چاپ      | تورج خاکباز       |
| افسانه ناصری      | سیمین             |
| مختار سائقی       | شهریار            |
| محمود مقامی       | دکتر شکیبا        |
| ساقی زینتی        | طاهره             |
| پرنیا کربلایی     | دریا میرزازادگان  |
| المیرا ربیعی      | مینا رستگاری      |
| عاطفه رحمان‌پور    | مژده              |
| فرج‌الله گل‌سفیدی   | محمدباقر          |
| حسنا قبادی        | رعنا نوروزی       |
| مونا افخمی        | ترانه             |
| ژاله درستکار      | آذر               |
| ماشاالله شاه‌مرادی | رحیم              |
| مصطفی سلطانی      | سرگرد موحد        |
| احمدرضا موسوی     | صابر              |
| مبین رستگار       | اسماعیل           |
| پریا انوری        | اسماء             |
| فریبا ترکاشوند    | اکرم رستگاری      |
| فرناز فضلی        | زینب              |
| مهرسا فلاحیان     | نیلا رستگاری      |